# Landkreis Mansfeld-Südharz
Landkreis Mansfeld-Südharz är ett distrikt (Landkreis) i sydvästra delen av det tyska förbundslandet Sachsen-Anhalt.

## Administrativ indelning
I förvaltningsrättslig mening finns i modern tid ingen skillnad mellan begreppet Stadt (stad) gentemot Gemeinde (kommun). Följande kommuner och städer ligger i Landkreis Mansfeld-Südharz: 

### Städer
| - Allstedt - Arnstein | - Lutherstadt Eisleben - Gerbstedt | - Hettstedt - Mansfeld | - Sangerhausen |

### Kommuner
| - Seegebiet Mansfelder Land | - Südharz |  |  |

### Förvaltningsgemenskaper

#### Goldene Aue
| - Berga - Brücken-Hackpfüffel | - Edersleben | - Kelbra | - Wallhausen |

#### Mansfelder Grund-Helbra
| - Ahlsdorf - Benndorf | - Blankenheim - Bornstedt, | - Helbra - Hergisdorf | - Klostermansfeld - Wimmelburg |